# Газированная вода

Пузырьки углекислого газа в газированной воде

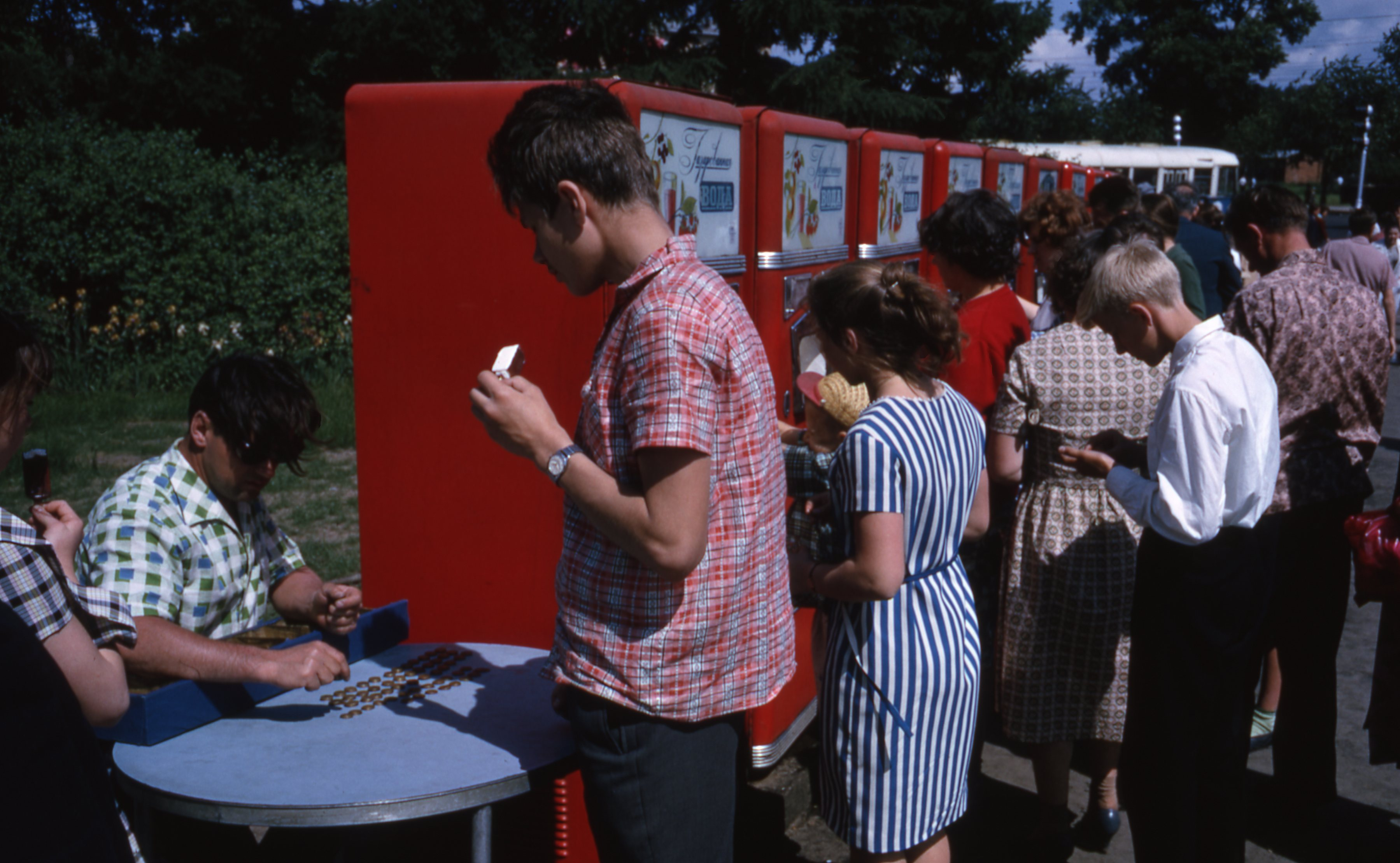
Автоматы по продаже газированной воды. СССР, 1964

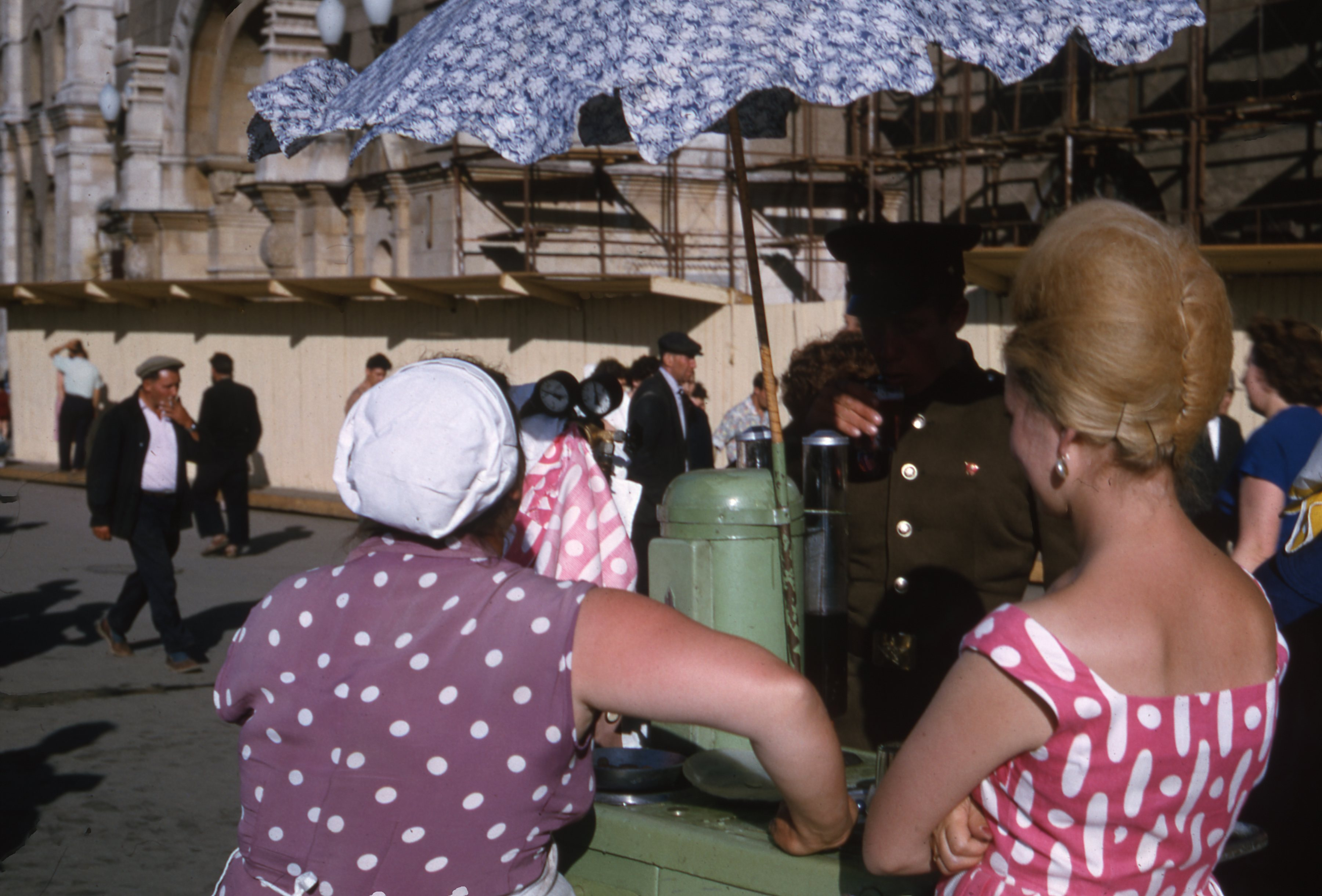
Лоток по продаже газированной воды в розлив. СССР, 1964

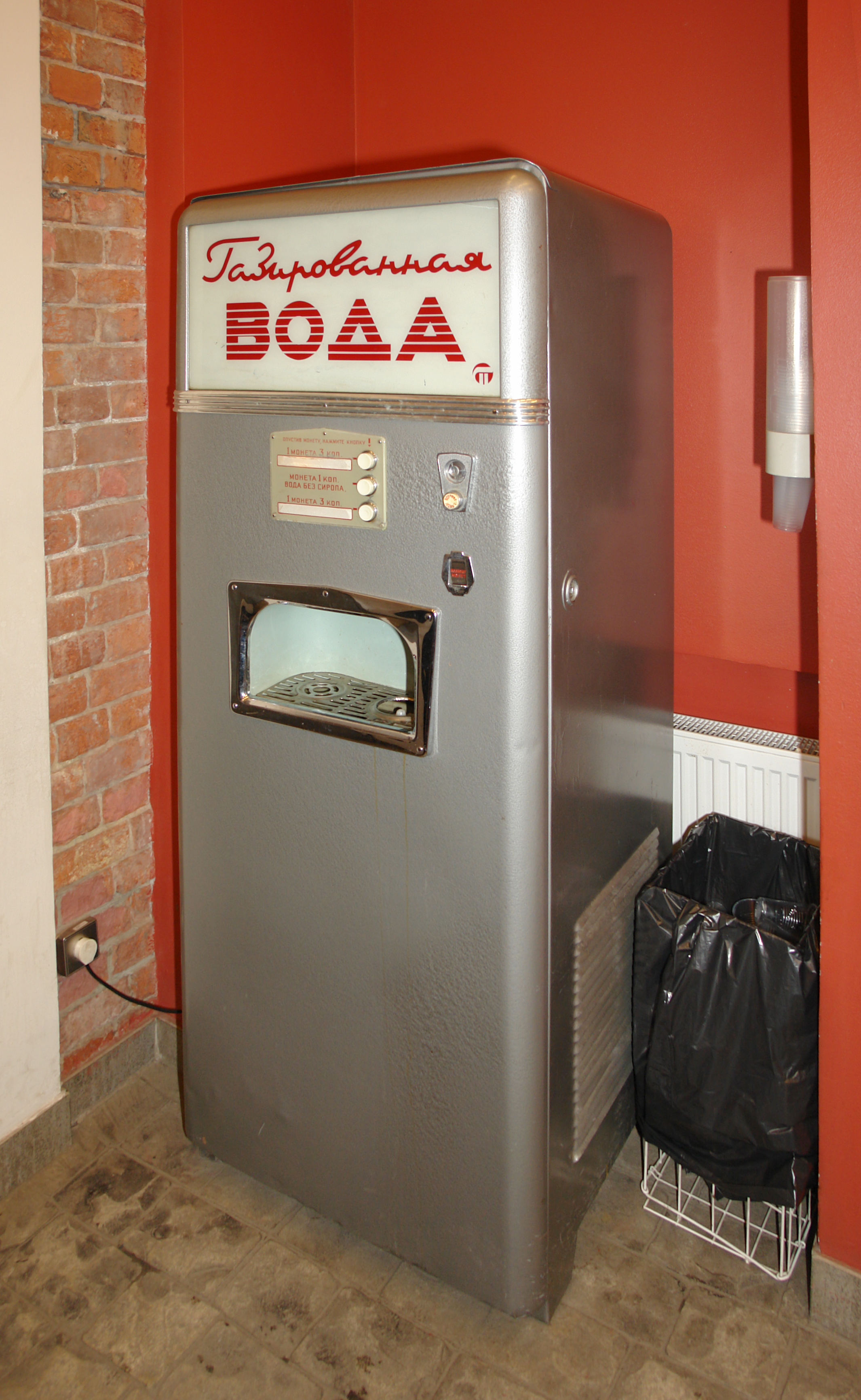
Советский автомат по производству газированной воды. Действующий образец из музея воды в Санкт-Петербурге

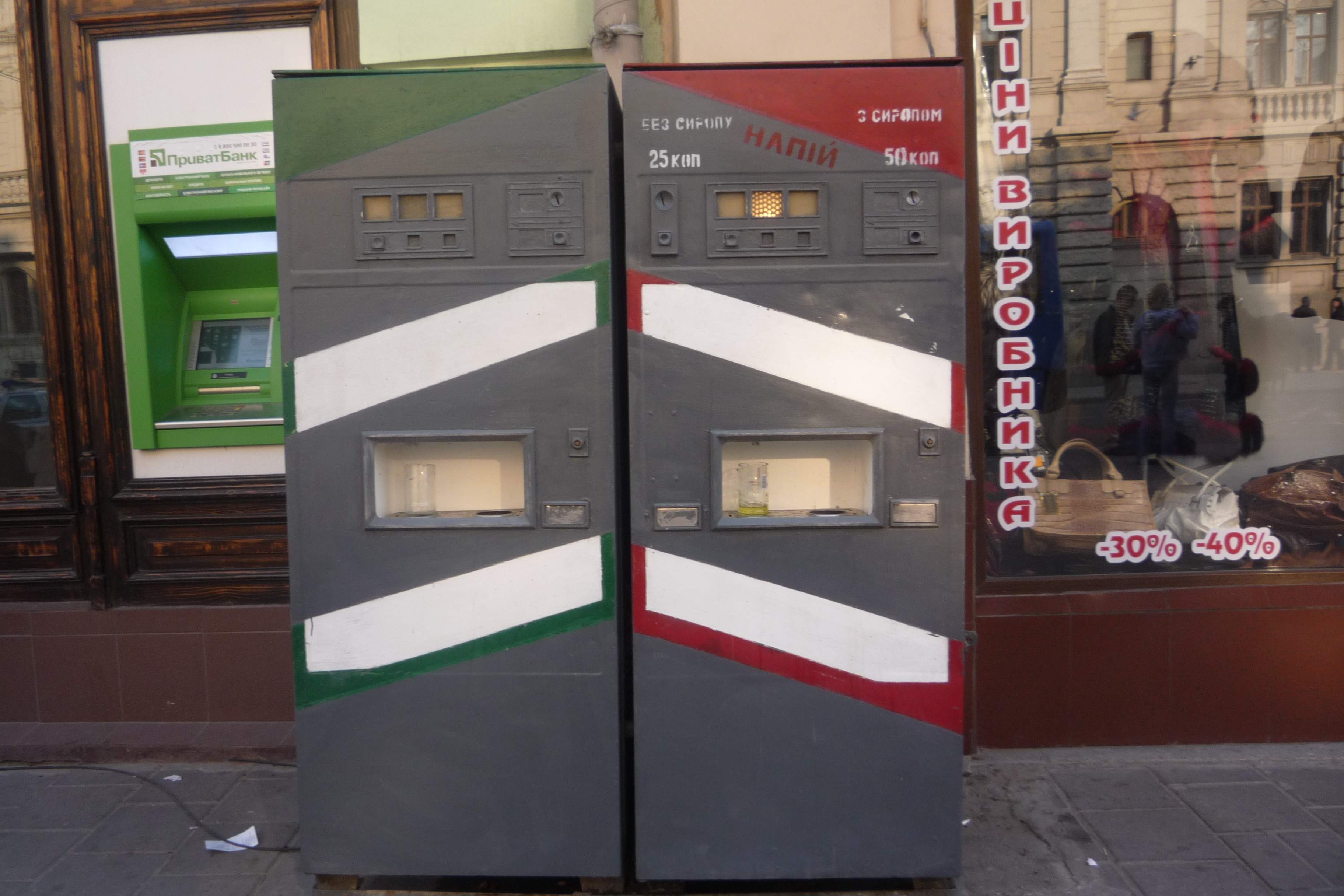
Действующие автоматы по продаже газированной воды во Львове, май 2009 года

Газиро́ванная вода́ (устар. «шипучая вода», просторечное — «газировка») — прохладительный напиток из воды, в том числе минеральной, насыщенной углекислым газом.

## Виды
Существует три вида газированной воды по уровню насыщения углекислым газом по ГОСТ 28188-2014:
- слабогазированная при массовой доле углекислого газа от 0,2 до 0,3 %;
- среднегазированная — 0,3—0,4 %;
- сильногазированная — более 0,4 %.

## Производство
Газация происходит двумя способами:
1. Механическим — насыщение жидкости диоксидом углерода: фруктовые и минеральные воды, газированные или шипучие вина и вода. При этом напитки газируются в специальных аппаратах — сифонах, сатураторах, акратофорах или металлических баках под давлением, предварительно их охлаждают и выводят из жидкости воздух. Обычно напитки насыщают до 5—10 г/л. Газирование воды углекислым газом не обеззараживает её.
2. Химическим — напиток газируется углекислотой при брожении: пиво, бутылочное и акратофорное шампанское, игристые вина, сидр, хлебный квас, либо при взаимодействии кислоты и питьевой соды — сельтерская вода (она же «содовая»).

### Альтернативные углекислоте газы
Производится и продаётся газированная вода, насыщенная либо смесью углекислого газа и закиси азота, либо кислородом.

## История
Природная газированная вода известна с древнейших времён и используется в лечебных целях. 
Гиппократ посвятил этой воде целую главу своего труда и велел больным не только пить её, но и купаться в ней. 
В XVIII веке минеральную воду из источников начали разливать в бутылки и развозить по миру. Однако она стоила весьма дорого и к тому же быстро выдыхалась. Поэтому позже были предприняты попытки искусственно газировать воду.
В 1767 году английский химик Джозеф Пристли первым в мире создал газированную воду в ходе экспериментов с газом, выделяющимся при брожении в чанах пивоваренного завода. 
В 1770 году швед Торберн Бергман сконструировал аппарат, позволяющий под давлением, с помощью насоса, насыщать воду углекислыми пузырьками и назвал его сатуратором (от лат. saturo — насыщать).
Первым промышленное производство газированной воды начал Якоб Швепп. 
В 1783 году он усовершенствовал сатуратор и создал промышленную установку для производства газированной воды. 
В начале XIX века Швепп для удешевления производства стал применять для газирования пищевую соду и газированную воду стали называть «содовой». Новинка быстро распространилась по Англии и её колониям (такой водой стали разбавлять крепкие алкогольные напитки), позволив Швеппу основать компанию «J. Schweppe & Co», от которой пошла торговая марка Schweppes.
В отличие от США, где газированная вода в основном продавалась разлитой в бутылки, в других странах было принято потреблять её из перезаправляемых сифонов — как маленьких домашних, так и больших, устанавливаемых в кафе и барах. 
Позже появились и автоматы по продаже газированной воды. 
В Российской империи бутилированная вода считалась «господским» напитком, — её называли «сельтерская вода», по названию минеральной воды, изначально бравшейся из источника Нидерзельтерс (Niederselters). Одним из производителей минеральной воды был петербургский ресторатор Иван Излер.
Во времена «сухого закона» в США газированные напитки заменяли (а иногда и маскировали) запрещённые тогда алкогольные напитки.

## Крупнейшие производители
- Dr. Pepper Snapple Group (США)
- PepsiCo, Incorporated (США)
- The Coca-Cola Company (США)

### Популярные марки
- Schweppes (изначально — Швейцария, потом Великобритания и США) — с 1783 г.
- Dr Pepper (США) — с 1885 г.
- «Кока-Кола» (США) — с 1886 г.
- «Тархун» (изначально — Российская империя, потом СССР и Россия) — с 1887 г.
- «Пепси» (США) — c 1898 г.
- Crush (США) — c 1916 г.
- 7UP (США) — c 1929 г.
- «Фанта» (изначально Третий рейх, потом США) — с 1940 г.
- «Саяны» (СССР) — с 1960 г.
- «Спрайт» (США) — с 1961 г.
- «Байкал» (изначально — СССР, потом Россия) — с 1973 г.
- «Буратино» (СССР)
- «Бионад» (Германия)
- «Mountain Dew» (США) — с 1940 г.
- «Mirinda» (изначально Испания, потом США) — с 1958 г.

## Потребление

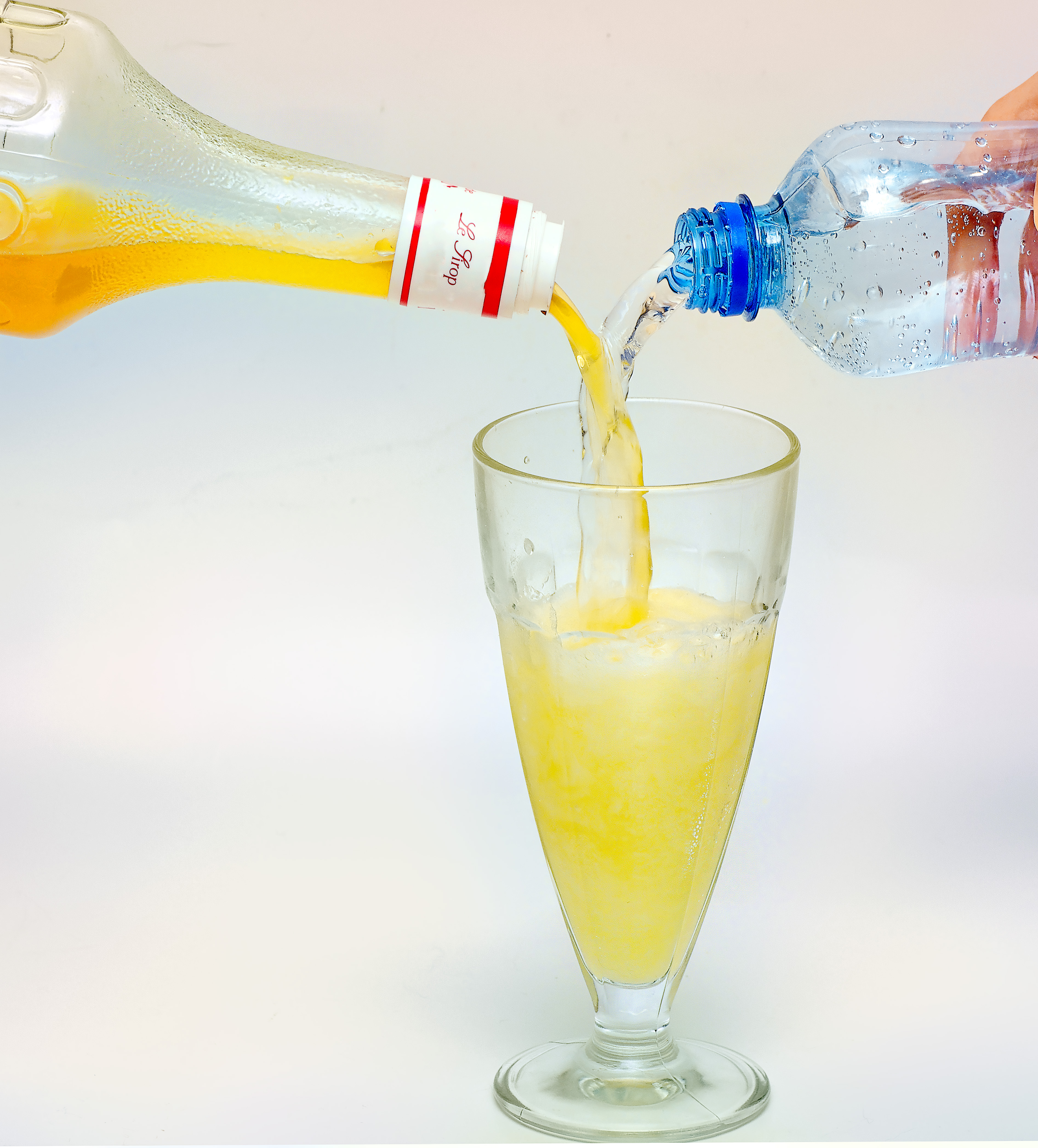
Многие из современных напитков — это газированная вода с сиропом

Из общего объёма производства безалкогольной продукции (в США, где в этой индустрии занято около 200 тыс. человек и производится товаров на 300 млрд долларов в год) газированные напитки составляют 73 %.

## Свойства углекислого газа в составе газированной воды
Углекислый газ плохо растворяется в воде в отличие от сероводорода, диоксида серы, аммиака и др. Другие газы менее растворимы в воде. Углекислый газ используется как консервант и обозначается на упаковке под кодом Е290.

## Влияние на здоровье
Согласно «Межотраслевым правилам по охране труда в литейном производстве», в литейных цехах следует предусматривать устройства для обеспечения работников (из расчета 4—5 л на человека в смену) подсоленной газированной водой, содержащей 0,5 % поваренной соли.
Некоторые из газированных напитков содержат в своём составе ионы железа, и по этой причине ими нежелательно запивать лекарства: ионы железа могут образовывать в желудочно-кишечном тракте нерастворимые комплексы с некоторыми лекарственными веществами (например, тетрациклином, линкомицина гидрохлоридом и др.), что снижает всасывание лекарств в ЖКТ:150—151.